# Hesthesis crabroides
Hesthesis crabroides là một loài bọ cánh cứng trong họ Cerambycidae.